# Otomops
Otomops — рід кажанів родини молосових.

## Морфологія
Морфометрія. Довжина голови й тіла: 60—103 мм, хвіст: 30—50 мм, передпліччя: 49—70 мм.
Опис. Забарвлення червонувато-коричневе, світло-коричневе або темно-коричневе. Більшість видів мають сірувату або білувату область на задній частині шиї і верхній частині спини. Існує ряд невеликих шипів уздовж передньої межі вуха. Вуха, 23-40 мм в довжину, об'єднує низька мембрана. Залозистий мішочок іноді розташований у нижній частині горла.

## Стиль життя
Ці кажани ночують у печерах, дуплах дерев і людських будовах, як правило, поодинці або в малих групах. Однак, є повідомлення про кілька відомих колоній Otomops martiensseni, що містять багато сотень осіб, що розташовані близько один до одного.